# Römische Schule

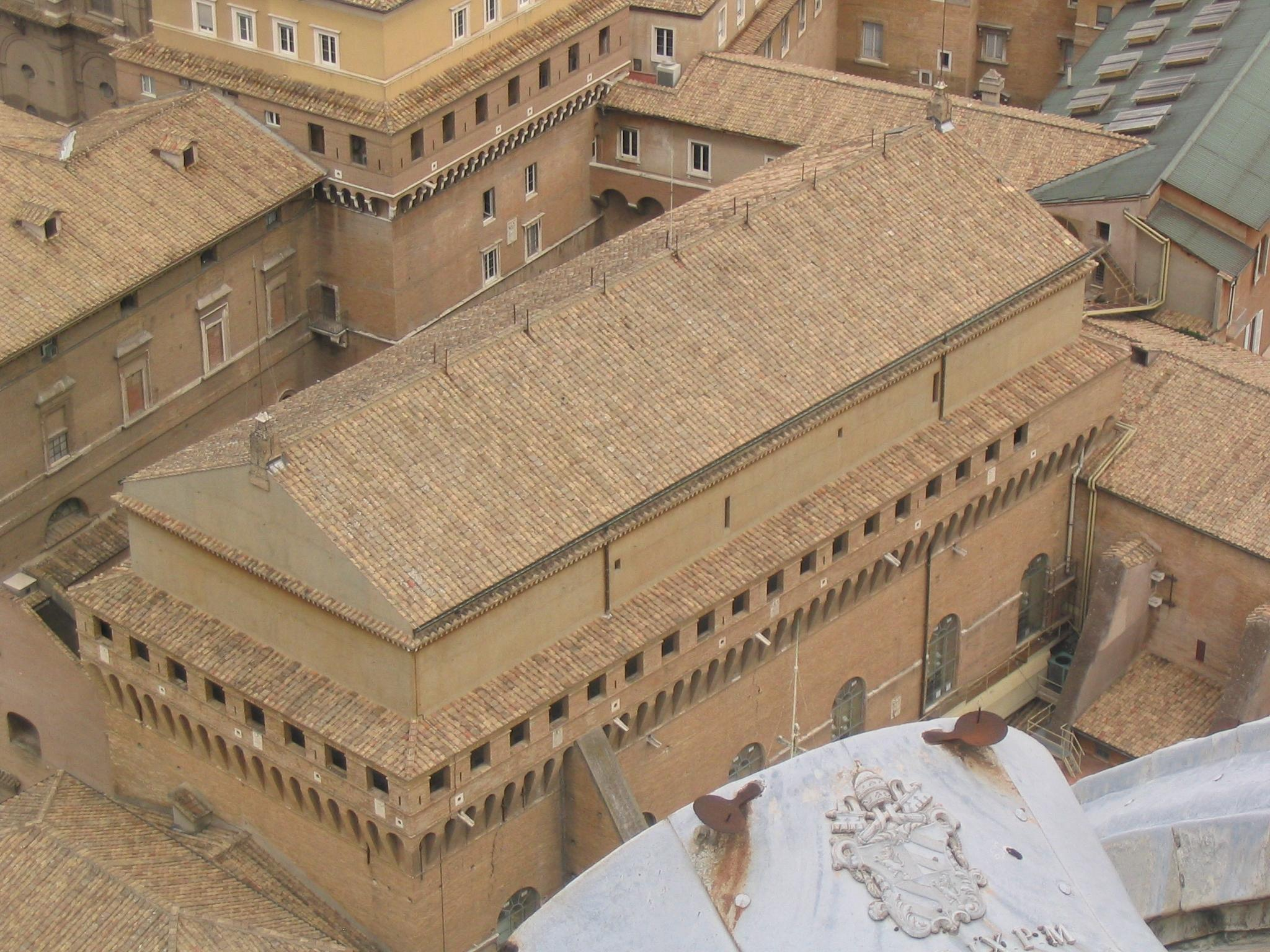
Die päpstliche Sixtinische Kapelle war das Zentrum der Römischen Schule

Die Römische Schule war ein Kreis von Komponisten der Renaissance, der von der Mitte des 16. Jahrhunderts bis ins 17. Jahrhundert hinein in Rom wirkte, und die kirchenmusikalischen Forderungen der Gegenreformation, die auf dem Konzil von Trient formuliert worden waren, umsetzte.
Als eigentlicher Begründer der römischen Schule gilt Giovanni Pierluigi da Palestrina, dessen Werke – insbesondere die Missa Papae Marcelli und das Stabat Mater – als stilistische und ästhetische Schlüsselwerke und Vorbilder galten. Andere berühmte Komponisten sind Tomás Luis de Victoria und Gregorio Allegri. Weitere wichtige Vertreter waren: Vincenzo Ruffo, Nicola Vicentino, Felice Anerio, Giovanni Francesco Anerio, Giovanni Maria Nanino, Giovanni Bernardino Nanino, Ruggiero Giovannelli, Francesco Soriano, Cristofano Malvezzi, und später Pietro Paolo Bencini.
Nur unter festgelegten Bedingungen erlaubte das Konzil von Trient die Ausführung von mehrstimmiger Musik in Kirchen:
- wichtigste Bedingung war die Textverständlichkeit.
- hinzu kamen Würde und angemessener Ausdruck, je nach Kirchenfest und Gelegenheit.
- Parodiemessen, die auf weltlichen Werken wie Chansons oder Madrigalen basierten, waren verboten, da die häufig sehr bekannten Vorlagen oft erotische Texte hatten, die im religiösen Kontext verständlicherweise als völlig unpassend empfunden wurden.

Die römische Schule führte die Niederländische Polyphonie fort und entwickelte sie weiter, im Sinne einer Vereinfachung. Einer der wichtigsten Unterschiede zur traditionellen niederländischen Schule war die vermehrte Einbeziehung homophoner Passagen, die  sich aus der Forderung nach bestmöglicher Textverständlichkeit ergab. Der Schwerpunkt lag trotzdem auf mehrstimmiger polyphoner Vokalmusik, die in melodischer, harmonischer und rhythmischer Hinsicht ruhig und fließend angelegt ist.
Der römische Stil wurde im 17. und 18. Jahrhundert auch außerhalb Roms als vorbildlich für Kirchenmusik angesehen, stand jedoch auch in einem gewissen Gegensatz zum progressiveren venezianischen Stil im Sinne Giovanni Gabrielis und Monteverdis, der noch homophoner angelegt ist und vor allem auch z. T. solistische Instrumentalstimmen miteinbezog.